# Mutquín
Mutquín è una città argentina del dipartimento di Pomán, nella provincia di Catamarca.